# El lamento
El lamento es una película de terror colombiana de 2016 dirigida por Juan Camilo Pinzón con guion de Dago García. Contó con las actuaciones protagónicas de los mexicanos Humberto Zurita e Isabel Burr y de los colombianos Marcela Carvajal, Ana María Cuéllar y Ricardo Vesga.

## Sinopsis
Carlos tiene un accidente en una carretera en la noche y no avisa a las autoridades. La policía empieza a sospechar de él y una serie de extraños sucesos comienzan a atormentarlo. Para colmo, la misteriosa desaparición del avión donde viajaban su esposa y su hija hacen que tenga que regresar a Colombia, donde su pesadilla se convertirá en realidad.

## Reparto
- Humberto Zurita es Carlos Luna.
- Marcela Carvajal es Lucía.
- Isabel Burr es Camila.
- Ana María Cuéllar es Amalia.
- Ricardo Vesga es Julio.